# Phyllodoce punctata
Phyllodoce punctata är en ringmaskart som beskrevs av Schmarda 1861. Phyllodoce punctata ingår i släktet Phyllodoce och familjen Phyllodocidae. Inga underarter finns listade i Catalogue of Life.